# 1946 au Québec
Cet article traite des événements survenus en 1946 au Québec. 

## Événements

### Janvier
- 26 janvier : un incendie dans le centre-ville de Jonquière rase une dizaine d'établissements commerciaux ainsi que plusieurs résidences[1].

### Février
- 13 février : début de la troisième session de la 22e législature. La loi annoncée la plus importante est celle créant un ministère de la Jeunesse[2].
- 16 février : le gouvernement fédéral ordonne une enquête sur une affaire d'espionnage concernant des renseignements secrets qui auraient été remis à des membres de l'ambassade soviétique. Le principal témoin de cette affaire est Igor Gouzenko, un ancien fonctionnaire soviétique passé à l'ouest[3].
- 22 février : Maurice Roy devient évêque de Trois-Rivières[4].

### Mars
- 12 mars : dépôt du projet de loi 20 louant un large territoire du Nouveau-Québec à la compagnie minière Hollinger pour un bail de 97 ans[5].
- 15 mars : André Laurendeau du Bloc populaire critique la loi 20. Pour lui, il s'agit du « scandale d'un gouvernement qui livre ses ressources naturelles à des conditions abominables »[6].
- 22 mars : lors de la commission d'enquête fédérale sur l'espionnage, Igor Gouzenko accuse le député communiste Fred Rose d'avoir recruté des espions pour le compte de l'URSS. Six jours plus tard, Rose est arrêté[7].
- 29 mars : le trésorier provincial Onésime Gagnon annonce des dépenses globales de 107 millions de dollars pour l'année en cours. Le surplus budgétaire est de plus de 2 millions de dollars[8].

### Avril
- 9 avril : Les Canadiens de Montréal remportent la Coupe Stanley en battant les Bruins de Boston en 5 matchs[9].
- 17 avril : 
  - création officielle du ministère du Bien-être et de la Jeunesse, qui remplace le ministère du Bien-être social[10] ;
  - constitution de la Corporation générale des instituteurs et institutrices catholiques du Québec (ancêtre de la future centrale syndicale CEQ). Son premier président est Léo Guindon[11] ;
  - adoption de la loi donnant un permis d'exploitation à la Hollinger North Shore Exploration Company et lui réservant un territoire de 300 milles carrés à la frontière du Labrador[12].

### Mai
- 20 mai : quelques hommes d'affaires s'unissent à Léo Dandurand pour fonder une équipe de football professionnelle, les Alouettes de Montréal[13].

### Juin
- 15 juin : Fred Rose est reconnu coupable d'avoir transmis des secrets officiels du Canada à l'URSS après seulement trente-cinq minutes de délibérations des membres du juré. Cinq jours plus tard, il est condamné à six ans de prison. Il tente d'aller en appel mais sa demande est refusée[7].

### Juillet
- 3 juillet : l'Union nationale remporte l'élection partielle de Compton[2].
- 19 juillet : quatre mineurs sont ensevelis sous 180 pieds de terre glaise à Duparquet. Ils ont été surpris par un éboulis[14].

### Août
- 15 août : une confrontation entre policiers et grévistes de la Dominion Textile de Valleyfield tourne à l'émeute. Les ouvriers  du textile sont en grève depuis plus d'un mois[15].
- 21 août : Maurice Duplessis nomme trois nouveaux conseillers législatifs. L'un d'eux est son conseiller et trésorier de l'Union nationale, Gérald Martineau[2].

### Septembre
- 1er septembre : la rentrée des classes est retardée de plus de deux semaines à cause d'une épidémie de poliomyélite[16].
- 5 septembre : fin de la grève de Valleyfield[15].
- 18 septembre : Paul Sauvé devient le premier titulaire du ministère du Bien-être et de la Jeunesse[10].

### Octobre
- 4 octobre : les Royaux de Montréal remportent la petite série mondiale de baseball en défaisant les Colonels de Louiseville par la marque de 2-0 au stade Delorimier. Dirigés à l'attaque par Jackie Robinson, premier joueur afro-américain à briser la « barrière raciale », les Royaux ont maintenu une fiche de 100-54 durant la saison. Après le match, Robinson a été pris d'assaut par une foule d'admirateurs en délire[17].

### Novembre
- 17 novembre : la police de Montréal arrête 53 Témoins de Jéhovah, accusés d'avoir distribués durant l'automne des pamphlets diffamatoires. L'un d'eux s'intitulait La haine ardente du Québec pour Dieu, pour le Christ et pour la liberté est un sujet de honte pour tout le Canada. Le restaurateur Frank Roncarelli paie le cautionnement de la plupart d'entre eux[18].
- 21 novembre : Maurice Duplessis lance un avertissement aux Témoins de Jéhovah et à ceux qui les aident. Il déclare: « Le gouvernement ne tolèrera pas plus longtemps leurs activités »[19].

### Décembre
- 4 décembre : Duplessis ordonne l'annulation de la licence de restaurateur de Roncarelli[20].
- 12 décembre : un groupe de manifestants proteste contre le despotisme de Duplessis devant le Monument national à Montréal[21].
- 18 décembre : le candidat unioniste Daniel Johnson remporte l'élection partielle de Bagot[2].

## Naissances
- Alain Bouchard  (journaliste) († 27 juin 2017)
- Denis Brière (ingénieur forestier et universitaire) († 8 juillet 2022)
- Gilles Boivin (journaliste) († 2 mai 2023)
- Gilles Normand (journaliste)  († 19 juillet 2023)
- Jacques Salvail (animateur, chanteur, comédien)  († 13 juillet 2025)
- Michel Mongeau (animateur et comédien) († 11 novembre 2020)
- Michel Nadeau (journaliste et administrateur) († 19 octobre 2021)
- Nicole Filion (romancière)
- Pierre Lampron (haut-fonctionnaire et gestionnaire d'entreprises cultuelles) († 29 mars 2023)
- Henri Massé (syndicaliste)
- Yvan Miville-Deschênes (Contrôleur aérien et consultant médiatique en aviation) († 19 janvier 2014)
- 6 janvier - Réal Bouvier (navigateur et journaliste) († 9 janvier 2000)
- 17 janvier - Michèle Deslauriers (actrice)
- 22 janvier - 
  - Dick Sarrazin (joueur de hockey)
  - Serge Savard (joueur de hockey)
- 29 janvier - L. Jacques Ménard (homme d'affaires)  († 4 février 2020)
- 30 janvier - Jean-Paul Daoust (poète et essayiste)
- 2 février Alain Chartrand (réalisateur et scénariste) († 11 décembre 2023)
- 6 février
  - Angèle Coutu (actrice)
  - Kate McGarrigle - (auteure-compositeure-interprète) († 18 janvier 2010)
- 11 février - Pierre Curzi (acteur et homme politique)
- 17 février - Ghislain Lebel (homme politique) † 1er janvier 2023)
- 21 février - Vito Rizzuto (présumé chef de la mafia montréalaise) († 23 décembre 2013)
- 25 février - Pierre Lampron (haut-fonctionnaire et gestionnaire d'entreprises culturelles)  († 29 mars 2023)
- 1er mars - Gerry Boulet  (chanteur) († 18 juillet 1990)
- 8 mars - Jean Pagé (journaliste sportif)  († 10 décembre 2019)
- 9 mars - Réjean Genest (homme politique) († 26 décembre 2023)
- 12 mars - Serge Turgeon (acteur) († 18 mai 2004)
- 15 mars - Diane Juster (chanteuse)
- 17 avril - Michèle Richard (chanteuse)
- 20 avril - Julien Poulin (acteur)  († 4 janvier 2025)
- 22 avril - Louise Harel (femme politique)
- 23 avril - François Hébert (écrivain et professeur) († 30 mai 2023)
- 28 avril - Ginette Reno (chanteuse)
- 7 mai -  Daniel Gagnon (romancier, nouvelliste,essayiste, peintre et portraitiste)
- 11 mai - Plume Latraverse (chanteur)
- 11 juin - Roland Leclerc (prêtre) († 19 novembre 2003)
- 12 juin - Michel Bergeron (entraîneur de hockey)
- 5 juillet - Pierre Marc Johnson (ancien premier ministre du Québec)
- 12 juillet - André Chenail (homme politique)
- 2 août - Émile Loranger (homme politique) († 2 avril 2020)
- 6 août - Yvon Pedneault (journaliste sportif) († 26 août 2023)
- 10 août - Jean-Guy Parent (homme politique)
- 17 août - Marie-Andrée Cossette (photographe et holographe, professeure) († 17 décembre 2023)
- 26 août - Chantal Renaud (chanteuse)
- 28 août - André Brassard (metteur en scène et réalisateur) († 11 octobre 2022)
- Modèle:1 septembre - Steve Sutherland (joueur de hockey)
- 3 septembre - Richard Huet (chanteur)
- 10 septembre - Patrick Norman (chanteur)
- 16 septembre - Jocelyn Bérubé (acteur et conteur)
- 13 octobre - Raymond Savoie (homme politique)
- 20 octobre - Jean-Paul Leblanc (joueur de hockey)
- 22 octobre - Claude Charron (homme politique et animateur)
- 10 novembre - Jenny Rock (chanteuse)
- 15 novembre - Marc Bellier (acteur)
- 21 novembre - Richard Cloutier  (psychologue et professeur)  († 20 novembre 2023)
- 24 novembre - Guy Bélanger (ténor)
- 15 décembre - Steve Fiset (chanteur) († 7 novembre 2015)
- 12 décembre - Michèle Lamquin-Éthier (femme politique)
- 17 décembre - Margot Lemire (écrivaine, poète et dramaturge) († 10 mars 2024)
- 28 décembre - Pierre Falardeau (réalisateur) († 25 septembre 2009)

## Décès
- 7 juin - Antoine Godeau (acteur) (º 25 août 1870)
- 12 juin - Médéric Martin (ancien de maire de Montréal) (º 22 avril 1869)
- 15 juillet - Thomas Chapais (écrivain et homme politique) (º 23 mai 1858)
- 9 septembre - Aimé Boucher (homme politique) (º 23 juillet 1877)
- 13 septembre - Arthur Sicard (inventeur) (º 17 décembre 1876)
- 10 octobre - Lorne Chabot (joueur de hockey) (º 5 octobre 1900)
- 11 octobre - Cyrille Dumaine (homme politique) (º 8 juillet 1897)
- 20 octobre - Pierre Joseph Arthur Cardin (homme politique) (º 28 juin 1879)
- 25 décembre - Charles Ernest Gault (homme politique) (º 19 septembre 1861)
- 28 décembre - Émilie Bordeleau (institutrice) (º 21 décembre 1879)

## Sources et références
1. ↑  Bilan du Siècle
2. 1 2 3 4  « Chronologie parlementaire 1946-1949 » (consulté le 12 mars 2009)
3. ↑  Jacques Lacoursière. Histoire populaire du Québec tome 4. Septentrion. 1997. p. 340
4. ↑  Bilan du Siècle
5. ↑  Le débat s'engage sur la concession minière à la « Hollinger » dans le Nouveau-Québec. Le Devoir. 13 mars 1946. p. 10
6. ↑  « Majorité ministérielle de 14 sur le bill du Nouveau-Québec », Le Devoir,‎ 16 mars 1946, p. 3
7. 1 2  Bilan du Siècle
8. ↑  Louis Robillard, « Surplus global de $1,751,000 pour l'année financière 1945-1846 », Le Devoir,‎ 29 mars 1946, p. 6
9. ↑  Conquête de la Coupe Stanley par le Canadien de Montréal
10. 1 2  Bilan du Siècle
11. ↑  Bilan du Siècle
12. ↑  Bilan du Siècle
13. ↑  Bilan du Siècle
14. ↑  « Désastre minier en Abitibi », Le Devoir,‎ 20 juillet 1946, p. 3
15. 1 2  Émeute à la Dominion Textile à Valleyfield
16. ↑  « La rentrée des classes retardée jusqu'au seize septembre », Le Devoir,‎ 1er septembre 1946, p. 3
17. ↑  (en) Benjamin Hill, « Robinson led Royals to Triple-A title : Appreciative Montreal fans embraced star player with gusto », sur Minor League Baseball, 19 septembre 2006 (consulté le 9 janvier 2016)
18. ↑  Histoire populaire du Québec, p. 342
19. ↑  « Un sévère avertissement aux Témoins de Jéhovah », Le Devoir,‎ 22 novembre 1946, p. 9
20. ↑  Bilan du Siècle
21. ↑  Histoire populaire du Québec, tome 4, p. 343